# Mehmet von Königstreu

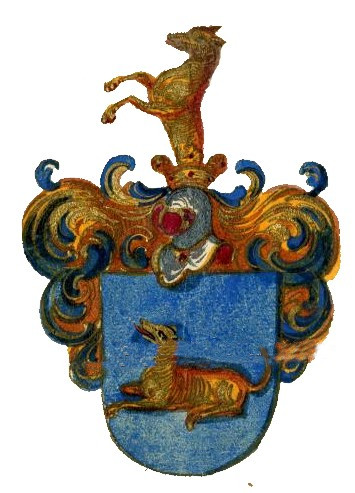
Wappen der Mehmet von Königstreu (1716)

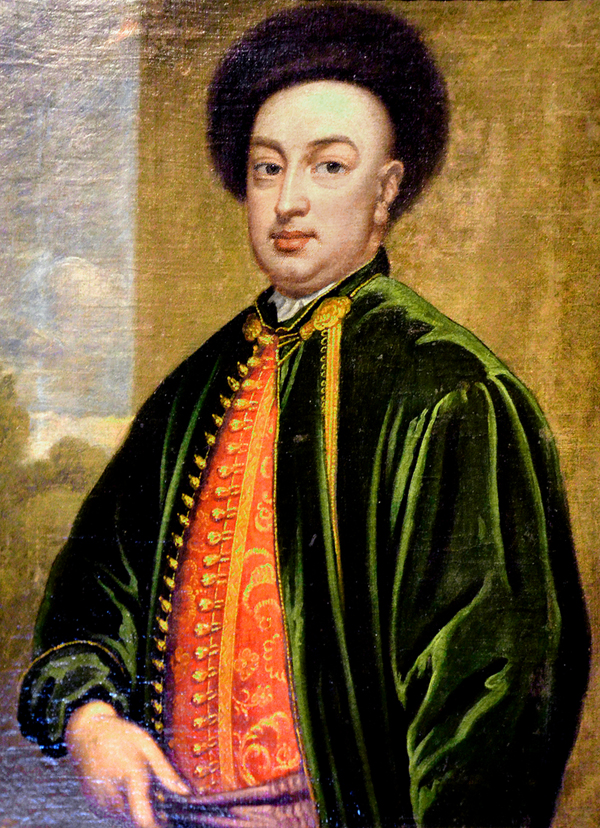
Ludwig Maximilian Mehmet von Königstreu;
Urheber unbekannt, Museum Schloss Herrenhausen, Kopie eines Ölportraits von Sir Godfrey Kneller von 1714

Der Adelsname Mehmet von Königstreu geht auf den osmanischen Kriegsgefangenen Ludwig Maximilian Mehmet zurück. Die heute übliche Schreibweise als „Königstreu“ ist nicht korrekt, Mehmet selbst und seine Kinder haben den Adelsnamen immer, wie in der kaiserlichen Adelsurkunde notiert, ohne Bindungs-„s“ geschrieben.

## Ludwig Maximilian Mehmet
Ludwig Maximilian Mehmet wurde um 1670 als Sohn einer osmanischen Oberschichtsfamilie in Koroni (Peloponnes) geboren und geriet 1685 bei der Einnahme der dortigen Festung im Rahmen des venezianisch-osmanischen Krieges (1684–1699) als lebendige Kriegsbeute in die Hände braunschweigisch-lüneburgischer Söldnertruppen. Er kam 1687 an den Hof des späteren Kurfürsten von Hannover, trat zum evangelisch-lutherischen Glauben über und erhielt eine Funktion als Kammerdiener. Am 13. April 1706 heiratete er die 17-jährige Maria Hed(e)wig Wedekind (1689–1729), Tochter des „Bürger und Brauers“ Hans Wedekind und dessen Ehefrau Sophia Hedwig (geb. vom Sode). 1714 kam er im Gefolge von Kurfürst Georg Ludwig nach London, wo letzterer als Georg I. zum König von Großbritannien gekrönt wurde. 1716 wurde er durch den Kaiser als „von Königtreu“ in den erblichen Reichsadelsstand erhoben. 1723 erhielt er das Haus Schmiedestraße 30, die alte Stadtvogtei, zum Geschenk. Er selbst hat allerdings nie in diesem Haus gewohnt, da er bis zu seinem Tode am 1. November 1726 in London lebte, wo er auch begraben wurde. Seine Frau überlebte ihn nur wenige Jahre, sie starb am 22. März 1729.

## Nachfahren

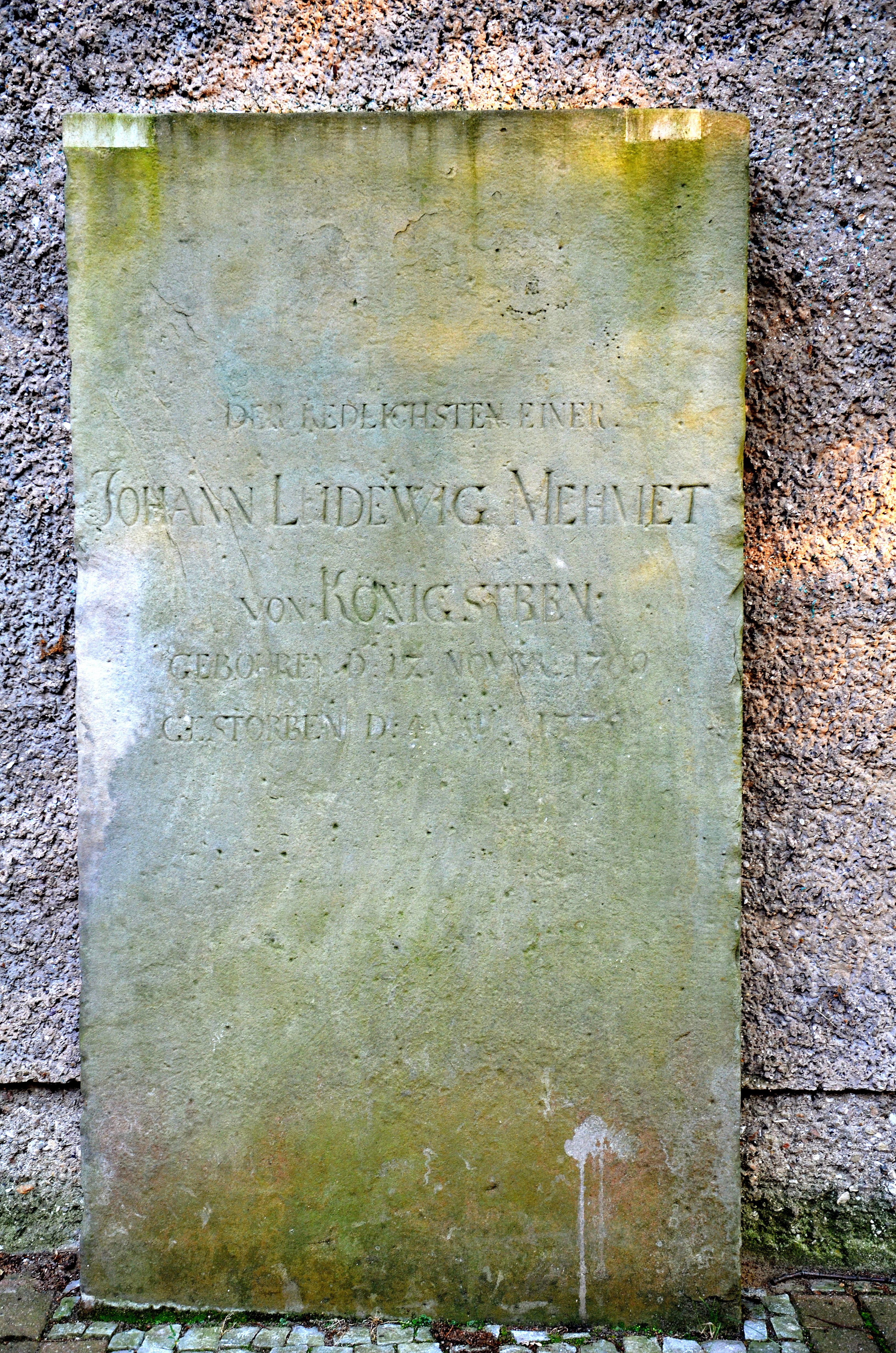
An der (1949 neu gebauten) Außenmauer der St. Petri-Kirche in Hannover-Döhren aufgerichtete Grabplatte für Johann Ludewig Mehmet von Königstreu (1709–1775)

Das Ehepaar Mehmet hatte sieben Kinder, von denen jedoch nur drei das frühe Kindesalter überlebten.
- Die älteste Tochter, Sophie Caroline Mehmet von Königstreu (* 1707, † 1758), wurde bereits mit 17 Jahren verheiratet. Ihr erster Ehemann war der Geheime Sekretär Johann Conrad Mohr (* 1688, † 1733); die Ehe wurde 1723 geschlossen.[7] 1734 ging sie eine zweite Ehe ein mit Georg August von Wangenheim (* 1706, † 1780). Aus beiden Ehen gingen Kinder hervor.
- Der zweite Sohn, Johann Ludewig Mehmet von Königstreu (* 1709, † 1775), führte als Haupterbe des nicht unbeträchtlichen väterlichen Vermögens ein Leben als Privatier. Er war in den Freimaurerlogen seiner Zeit sehr aktiv und gehörte wenigstens drei Logen in Leipzig, Braunschweig und Hannover an. Er blieb unverheiratet. Da er auch kinderlos blieb, verschwand mit seinem Tod der Adelsname Mehmet von Königstreu. Seine Grabplatte findet sich heute an der Nordwand des Turms von St. Petri in Hannover-Döhren.
- Das letzte Kind, Georg Ludwig Mehmet von Königstreu (* 1720, † 1752), schlug nach einem Studium in Göttingen eine Militärlaufbahn ein und hatte bei seinem Tode den Rang eines Rittmeisters beim Garde Grenadier Corps. Georg Ludwig Mehmet war ebenfalls aktiver Freimaurer. Auf seine Initiative hin wurde am 21. Januar 1746 die erste Freimaurerloge Friedrich in Hannover gegründet.[8] Auch er blieb unverheiratet und kinderlos.

## Porträtbilder
Ein Gruppenportrait von William Kent (* 1685, † 1748) (ein monumentales Wandgemälde im King’s Staircase des Kensington Palace, London, entstanden 1725–1727) zeigt Ludwig Maximilian Mehmet von Königstreu lebensgroß als eine von über 30 Personen der königlichen Hofgesellschaft.
Im Kloster Barsinghausen sind folgende Porträtbilder von Mitglieder der Familie Mehmet erhalten:
- Ludwig Maximilian Mehmet, gemalt vom Londoner Hofmaler Godfrey Kneller (1714)
- Marie Hedwig Mehmet, dessen Ehefrau, zusammen mit vorigem von Godfrey Kneller gemalt
- Sophie Caroline Mehmet von Königstreu, Entstehungszeit und Urheber unbekannt
- Georg Ludwig Mehmet von Königstreu, Porträt als Student, gemalt von Gottfried Boy (1738)[9]
- derselbe als Soldat, Entstehungszeit und Urheber unbekannt

## Wappen
Blasonierung: In Blau eine liegende goldene Bracke. Auf dem gekrönten Helm mit blau-goldenen Helmdecken die Bracke wachsend. 